# Camposanto (Pisa)
Het Camposanto is een van de onderdelen van het Piazza dei Miracoli in Pisa.
Het 'Camposanto monumentale' (letterlijk: monumentale heilige veld) ligt op de noordelijke hoek van het Piazza. Het is een ommuurde begraafplaats (campo santo), en velen vinden het de mooiste begraafplaats in de wereld. Men zegt dat het gebouwd is rondom een scheepslading van heilige grond van Golgotha, naar Pisa gebracht na de Tweede Kruistocht door aartsbisschop Ubaldo de' Lanfranchi in de 12e eeuw.
Het gebouw zelf dateert van een eeuw later en is over de eerdere begraafplaats gebouwd. De bouw van het grote, lange klooster in gotische stijl begon in 1278 door de architect Giovanni di Simone. De begraafplaats kwam pas in 1464 gereed. De buitenmuur is samengesteld uit 43 blinde bogen. Er zijn twee deuren. De rechtse wordt bekroond door een gotische tabernakel, versierd met Maria met kind, omringd door vier heiligen. De meeste graven liggen onder de arcades, sommige onder het centrale pad.
Het Camposanto bevatte ooit een grote verzameling Romeinse beelden en sarcofagen, daar zijn er nu nog 84 van over. De muren waren bedekt met fresco's, op 27 juli 1944 werden die grotendeels door brandbommen verwoest. Sinds 1945 zijn restaurateurs bezig geweest met het herstel ervan. Het Camposanto is in de loop der jaren weer zoveel als mogelijk teruggebracht in originele staat.